# Championnat du monde masculin de curling 2009
Navigation
Édition précédente Édition suivante
Le Championnat du monde masculin de curling 2009 (nom officiel : Ford World Men's Curling Championship) est la 50e édition des championnats du monde de curling (créés en 1959).

Il se déroule à Moncton (Nouveau-Brunswick) au Canada dans le Moncton Coliseum du 4 avril 2009 au 12 avril 2009.

L'évènement permet de fêter le cinquantenaire de cette compétition mais également le 225e anniversaire de la province du Nouveau-Brunswick.

## Équipes
Les qualifications sont les mêmes que lors des éditions précédentes. Deux nations de la zone « Amériques » sont qualifiées (le Canada l'est d'office en raison de son statut de pays-hôte), deux nations de la zone « Pacifique » et huit nations de la zone « Europe ». Pour la première fois, une troisième nation de la zone Amériques s'est déclarée à participer aux qualifications, ce qui conduit les États-Unis (traditionnel qualifié) à disputer un barrage contre le Brésil en janvier 2009. Les huit nations de la zone Europe sont déterminées en fonction de leur classement lors des championnats d'Europe 2008.
Le classement final de ce tournoi est pris en compte pour déterminer les nations qualifiées pour les prochains jeux olympiques d'hiver de 2010 de Vancouver au même titre que les championnats du monde 2007 et 2008.
| Canada | Chine | Tchéquie |
| --- | --- | --- |
| Saville Sports Centre, Edmonton Skip: Kevin Martin Third: John Morris Second: Marc Kennedy Lead: Ben Hebert Remplaçant : Terry Meek         | Harbin CC, Harbin Skip: Wang Fengchun Fourth: Liu Rui Second: Xu Xiaoming Lead: Zang Jialiang Remplaçant : Chen Lu-An                          | CK Brno, Brno Skip: Jiří Snítil Third: Martin Snítil Second: Jindřich Kitzberger Lead: Karel Uher Remplaçant : Miloš Hoferka               |
| Danemark | Finlande | France |
| Hvidovre CC, Hvidovre Skip: Ulrik Schmidt* Fourth: Johnny Frederiksen Second: Bo Jensen Lead: Lars Vilandt Remplaçant : Mikkel Poulson      | Oulunkylän Curling, Helsinki Skip: Kalle Kiiskinen Third: Teemu Salo Second: Jani Sullanmaa Lead: Jari Rouvinen Remplaçant : Juha Pekaristo    | Chamonix CC, Chamonix Skip: Thomas Dufour Third: Tony Angiboust Second: Jan Ducroz Lead: Richard Ducroz Remplaçant : Raphaël Mathieu       |
| Allemagne | Japon | Norvège |
| CC Füssen, Füssen Skip: Andy Kapp Third: Andreas Lang Second: Holger Höhne Lead: Andreas Kempf Remplaçant : Daniel Herberg                  | Karuizawa CC, Karuizawa Skip: Yusuke Morozumi Third: Tsuyoshi Yamaguchi Second: Tetsuro Shimizu Lead: Kosuke Morozumi Remplaçant : Keita Satoh | Snarøen CK, Bærum Skip: Thomas Ulsrud Third: Torger Nergård Second: Christoffer Svae Lead: Håvard Vad Petersson Remplaçant : Thomas Løvold |
| Écosse | Suisse | États-Unis |
| Lockerbie Curling Club, Lockerbie Skip: David Murdoch Third: Ewan MacDonald Second: Peter Smith Lead: Euan Byers Remplaçant : Graeme Connal | CC St. Galler Bär, Saint-Gall Skip: Ralph Stöckli Third: Jan Hauser Second: Markus Eggler Lead: Simon Strübin Remplaçant : Toni Müller         | Duluth Curling Club, Duluth Skip: John Shuster Third: Jason Smith Second: Jeff Isaacson Lead: John Benton Remplaçant : Chris Plys          |

* Throws third stones

## ClassementRound Robin
| Pays               | Skip            | V  | D  | PF | PA | Ends V | Ends D | Ends nuls | Ends volés | Ends volés contrés | Shot % |
| ------------------ | --------------- | -- | -- | -- | -- | ------ | ------ | --------- | ---------- | ------------------ | ------ |
| Canada             | Kevin Martin    | 10 | 1  | 92 | 43 | 47     | 33     | 1/6       | 11         | 2                  | 88     |
| Écosse             | David Murdoch   | 8  | 3  | 86 | 59 | 45     | 38     | 6/11      | 11         | 6                  | 83     |
| Suisse             | Ralph Stöckli   | 7  | 4  | 67 | 62 | 44     | 41     | 4/11      | 13         | 12                 | 80     |
| Norvège            | Thomas Ulsrud   | 7  | 4  | 71 | 58 | 42     | 37     | 14/4      | 14         | 10                 | 83     |
| États-Unis         | John Shuster    | 7  | 4  | 79 | 71 | 49     | 41     | 4/7       | 19         | 10                 | 78     |
| Allemagne          | Andy Kapp       | 7  | 4  | 77 | 66 | 45     | 46     | 6/11      | 10         | 9                  | 81     |
| Danemark           | Ulrik Schmidt   | 5  | 6  | 65 | 74 | 44     | 44     | 10/5      | 12         | 10                 | 79     |
| France             | Thomas Dufour   | 4  | 7  | 52 | 69 | 33     | 39     | 16/3      | 6          | 12                 | 75     |
| Chine              | Wang Fengchun   | 4  | 7  | 69 | 78 | 45     | 47     | 4/7       | 11         | 11                 | 81     |
| Japon              | Yusuke Morozumi | 3  | 8  | 59 | 74 | 38     | 45     | 4/7       | 9          | 13                 | 79     |
| République tchèque | Jiří Snítil     | 3  | 8  | 54 | 75 | 39     | 46     | 9/3       | 8          | 16                 | 75     |
| Finlande           | Kalle Kiiskinen | 1  | 10 | 48 | 90 | 35     | 49     | 2/5       | 7          | 21                 | 74     |

*Légende: V = Victoire - D = Défaite

## Résultats

### Match 1
4 avril, 15:00
| Équipes          | 1 | 2 | 3 | 4 | 5 | 6 | 7 | 8 | 9 | 10 | 11 | Total |
| ---------------- | - | - | - | - | - | - | - | - | - | -- | -- | ----- |
| Écosse (Murdoch) | 0 | 1 | 0 | 2 | 1 | 1 | 0 | 1 | 1 | 0  | 0  | 7     |
| Suisse (Stöckli) | 1 | 0 | 2 | 0 | 0 | 0 | 2 | 0 | 0 | 2  | 3  | 10    |

| Équipes            | 1 | 2 | 3 | 4 | 5 | 6 | 7 | 8 | 9 | 10 | Total |
| ------------------ | - | - | - | - | - | - | - | - | - | -- | ----- |
| Norvège (Ulsrud)   | 2 | 0 | 0 | 1 | 0 | 0 | 2 | 0 | 0 | 2  | 7     |
| Danemark (Schmidt) | 0 | 0 | 1 | 0 | 0 | 1 | 0 | 2 | 2 | 0  | 6     |

| Équipes              | 1 | 2 | 3 | 4 | 5 | 6 | 7 | 8 | 9 | 10 | 11 | Total |
| -------------------- | - | - | - | - | - | - | - | - | - | -- | -- | ----- |
| Tchéquie (Snítil)    | 0 | 2 | 0 | 0 | 0 | 0 | 0 | 2 | 0 | 2  | 0  | 6     |
| Finlande (Kiiskinen) | 0 | 0 | 1 | 1 | 2 | 0 | 1 | 0 | 1 | 0  | 2  | 8     |

| Équipes              | 1 | 2 | 3 | 4 | 5 | 6 | 7 | 8 | 9 | 10 | Total |
| -------------------- | - | - | - | - | - | - | - | - | - | -- | ----- |
| Allemagne (Kapp)     | 0 | 2 | 0 | 1 | 0 | 0 | 0 | 1 | 1 | 0  | 5     |
| États-Unis (Shuster) | 1 | 0 | 1 | 0 | 1 | 1 | 1 | 0 | 0 | 1  | 6     |

### Match 2
4 avril, 19:30
| Équipes              | 1 | 2 | 3 | 4 | 5 | 6 | 7 | 8 | 9 | 10 | Total |
| -------------------- | - | - | - | - | - | - | - | - | - | -- | ----- |
| Finlande (Kiiskinen) | 0 | 0 | 0 | 0 | 1 | 0 | X | X | X | X  | 1     |
| Norvège (Ulsrud)     | 1 | 1 | 1 | 2 | 0 | 4 | X | X | X | X  | 9     |

| Équipes          | 1 | 2 | 3 | 4 | 5 | 6 | 7 | 8 | 9 | 10 | Total |
| ---------------- | - | - | - | - | - | - | - | - | - | -- | ----- |
| Japon (Morozumi) | 0 | 1 | 0 | 1 | 0 | 1 | 0 | 1 | 0 | X  | 4     |
| Canada (Martin)  | 1 | 0 | 1 | 0 | 3 | 0 | 1 | 0 | 1 | X  | 7     |

| Équipes         | 1 | 2 | 3 | 4 | 5 | 6 | 7 | 8 | 9 | 10 | Total |
| --------------- | - | - | - | - | - | - | - | - | - | -- | ----- |
| France (Dufour) | 0 | 0 | 0 | 1 | 0 | 2 | 0 | 3 | 0 | 1  | 7     |
| Chine (Wang)    | 0 | 0 | 0 | 0 | 1 | 0 | 1 | 0 | 3 | 0  | 5     |

| Équipes            | 1 | 2 | 3 | 4 | 5 | 6 | 7 | 8 | 9 | 10 | Total |
| ------------------ | - | - | - | - | - | - | - | - | - | -- | ----- |
| Tchéquie (Snítil)  | 0 | 1 | 1 | 1 | 0 | 4 | 1 | 0 | 1 | X  | 9     |
| Danemark (Schmidt) | 1 | 0 | 0 | 0 | 1 | 0 | 0 | 2 | 0 | X  | 4     |

### Match 3
5 avril, 8:30
| Équipes              | 1 | 2 | 3 | 4 | 5 | 6 | 7 | 8 | 9 | 10 | Total |
| -------------------- | - | - | - | - | - | - | - | - | - | -- | ----- |
| États-Unis (Shuster) | 1 | 0 | 4 | 0 | 0 | 0 | 1 | 0 | X | X  | 6     |
| Écosse (Murdoch)     | 0 | 4 | 0 | 1 | 0 | 1 | 0 | 6 | X | X  | 12    |

| Équipes          | 1 | 2 | 3 | 4 | 5 | 6 | 7 | 8 | 9 | 10 | 11 | Total |
| ---------------- | - | - | - | - | - | - | - | - | - | -- | -- | ----- |
| Allemagne (Kapp) | 0 | 1 | 2 | 0 | 0 | 3 | 0 | 1 | 0 | 2  | 1  | 10    |
| Suisse (Stöckli) | 1 | 0 | 0 | 1 | 1 | 0 | 2 | 0 | 4 | 0  | 0  | 9     |

### Match 4
5 avril, 13:00
| Équipes         | 1 | 2 | 3 | 4 | 5 | 6 | 7 | 8 | 9 | 10 | Total |
| --------------- | - | - | - | - | - | - | - | - | - | -- | ----- |
| Canada (Martin) | 0 | 2 | 0 | 2 | 3 | 0 | X | X | X | X  | 7     |
| France (Dufour) | 1 | 0 | 0 | 0 | 0 | 1 | X | X | X | X  | 2     |

| Équipes              | 1 | 2 | 3 | 4 | 5 | 6 | 7 | 8 | 9 | 10 | Total |
| -------------------- | - | - | - | - | - | - | - | - | - | -- | ----- |
| Danemark (Schmidt)   | 2 | 0 | 1 | 0 | 0 | 0 | 3 | 0 | 0 | 1  | 7     |
| Finlande (Kiiskinen) | 0 | 1 | 0 | 2 | 1 | 0 | 0 | 1 | 0 | 0  | 5     |

| Équipes           | 1 | 2 | 3 | 4 | 5 | 6 | 7 | 8 | 9 | 10 | Total |
| ----------------- | - | - | - | - | - | - | - | - | - | -- | ----- |
| Norvège (Ulsrud)  | 1 | 1 | 0 | 1 | 3 | 1 | 0 | 1 | X | X  | 8     |
| Tchéquie (Snítil) | 0 | 0 | 0 | 0 | 0 | 0 | 2 | 0 | X | X  | 2     |

| Équipes          | 1 | 2 | 3 | 4 | 5 | 6 | 7 | 8 | 9 | 10 | Total |
| ---------------- | - | - | - | - | - | - | - | - | - | -- | ----- |
| Japon (Morozumi) | 2 | 1 | 0 | 0 | 0 | 3 | 4 | X | X | X  | 10    |
| Chine (Wang)     | 0 | 0 | 0 | 1 | 1 | 0 | 0 | X | X | X  | 2     |

### Match 5
5 avril, 19:30
| Équipes              | 1 | 2 | 3 | 4 | 5 | 6 | 7 | 8 | 9 | 10 | Total |
| -------------------- | - | - | - | - | - | - | - | - | - | -- | ----- |
| Suisse (Stöckli)     | 0 | 2 | 0 | 0 | 0 | 1 | 0 | X | X | X  | 3     |
| États-Unis (Shuster) | 2 | 0 | 3 | 0 | 1 | 0 | 4 | X | X | X  | 10    |

| Équipes          | 1 | 2 | 3 | 4 | 5 | 6 | 7 | 8 | 9 | 10 | Total |
| ---------------- | - | - | - | - | - | - | - | - | - | -- | ----- |
| France (Dufour)  | 2 | 1 | 0 | 2 | 1 | 0 | 0 | 2 | X | X  | 8     |
| Japon (Morozumi) | 0 | 0 | 1 | 0 | 0 | 1 | 0 | 0 | X | X  | 2     |

| Équipes         | 1 | 2 | 3 | 4 | 5 | 6 | 7 | 8 | 9 | 10 | Total |
| --------------- | - | - | - | - | - | - | - | - | - | -- | ----- |
| Chine (Wang)    | 0 | 1 | 0 | 1 | 0 | 0 | 2 | 0 | X | X  | 4     |
| Canada (Martin) | 1 | 0 | 3 | 0 | 3 | 1 | 0 | 1 | X | X  | 9     |

| Équipes          | 1 | 2 | 3 | 4 | 5 | 6 | 7 | 8 | 9 | 10 | Total |
| ---------------- | - | - | - | - | - | - | - | - | - | -- | ----- |
| Écosse (Murdoch) | 0 | 3 | 0 | 2 | 0 | 4 | 0 | 0 | 2 | X  | 11    |
| Allemagne (Kapp) | 0 | 0 | 4 | 0 | 2 | 0 | 0 | 2 | 0 | X  | 8     |

### Match 6
6 avril, 10:00
| Équipes           | 1 | 2 | 3 | 4 | 5 | 6 | 7 | 8 | 9 | 10 | 11 | Total |
| ----------------- | - | - | - | - | - | - | - | - | - | -- | -- | ----- |
| Allemagne (Kapp)  | 0 | 2 | 0 | 3 | 0 | 1 | 0 | 2 | 0 | 0  | 1  | 9     |
| Tchéquie (Snítil) | 2 | 0 | 2 | 0 | 1 | 0 | 2 | 0 | 0 | 1  | 0  | 8     |

| Équipes              | 1 | 2 | 3 | 4 | 5 | 6 | 7 | 8 | 9 | 10 | Total |
| -------------------- | - | - | - | - | - | - | - | - | - | -- | ----- |
| États-Unis (Shuster) | 0 | 1 | 0 | 1 | 0 | 0 | 2 | 0 | 1 | 0  | 5     |
| Norvège (Ulsrud)     | 1 | 0 | 0 | 0 | 0 | 2 | 0 | 2 | 0 | 2  | 7     |

| Équipes              | 1 | 2 | 3 | 4 | 5 | 6 | 7 | 8 | 9 | 10 | Total |
| -------------------- | - | - | - | - | - | - | - | - | - | -- | ----- |
| Écosse (Murdoch)     | 0 | 2 | 0 | 1 | 1 | 1 | 0 | 2 | X | X  | 7     |
| Finlande (Kiiskinen) | 1 | 0 | 1 | 0 | 0 | 0 | 0 | 0 | X | X  | 2     |

| Équipes            | 1 | 2 | 3 | 4 | 5 | 6 | 7 | 8 | 9 | 10 | Total |
| ------------------ | - | - | - | - | - | - | - | - | - | -- | ----- |
| Suisse (Stöckli)   | 0 | 0 | 2 | 0 | 2 | 0 | 3 | 0 | 1 | 1  | 9     |
| Danemark (Schmidt) | 1 | 1 | 0 | 2 | 0 | 2 | 0 | 0 | 0 | 0  | 6     |

### Match 7
6 avril, 15:00
| Équipes          | 1 | 2 | 3 | 4 | 5 | 6 | 7 | 8 | 9 | 10 | Total |
| ---------------- | - | - | - | - | - | - | - | - | - | -- | ----- |
| Norvège (Ulsrud) | 0 | 0 | 2 | 1 | 0 | 2 | 0 | 2 | 0 | 0  | 7     |
| Chine (Wang)     | 0 | 1 | 0 | 0 | 1 | 0 | 2 | 0 | 1 | 1  | 6     |

| Équipes           | 1 | 2 | 3 | 4 | 5 | 6 | 7 | 8 | 9 | 10 | Total |
| ----------------- | - | - | - | - | - | - | - | - | - | -- | ----- |
| Tchéquie (Snítil) | 0 | 1 | 0 | 2 | 0 | 1 | 0 | X | X | X  | 4     |
| Canada (Martin)   | 2 | 0 | 4 | 0 | 2 | 0 | 2 | X | X | X  | 10    |

| Équipes            | 1 | 2 | 3 | 4 | 5 | 6 | 7 | 8 | 9 | 10 | Total |
| ------------------ | - | - | - | - | - | - | - | - | - | -- | ----- |
| Danemark (Schmidt) | 0 | 0 | 2 | 0 | 1 | 0 | 1 | 0 | 3 | X  | 7     |
| France (Dufour)    | 1 | 0 | 0 | 0 | 0 | 1 | 0 | 1 | 0 | X  | 3     |

| Équipes              | 1 | 2 | 3 | 4 | 5 | 6 | 7 | 8 | 9 | 10 | Total |
| -------------------- | - | - | - | - | - | - | - | - | - | -- | ----- |
| Finlande (Kiiskinen) | 2 | 0 | 2 | 0 | 2 | 0 | 0 | 1 | 0 | 0  | 7     |
| Japon (Morozumi)     | 0 | 2 | 0 | 1 | 0 | 2 | 1 | 0 | 2 | 2  | 10    |

### Match 8
6 avril, 19:30
| Équipes          | 1 | 2 | 3 | 4 | 5 | 6 | 7 | 8 | 9 | 10 | Total |
| ---------------- | - | - | - | - | - | - | - | - | - | -- | ----- |
| Japon (Morozumi) | 1 | 0 | 2 | 0 | 0 | 0 | 1 | 0 | 0 | 1  | 5     |
| Écosse (Murdoch) | 0 | 2 | 0 | 3 | 0 | 0 | 0 | 2 | 0 | 0  | 7     |

| Équipes          | 1 | 2 | 3 | 4 | 5 | 6 | 7 | 8 | 9 | 10 | Total |
| ---------------- | - | - | - | - | - | - | - | - | - | -- | ----- |
| France (Dufour)  | 0 | 0 | 2 | 1 | 0 | 0 | 2 | 0 | 0 | 1  | 6     |
| Suisse (Stöckli) | 1 | 0 | 0 | 0 | 1 | 1 | 0 | 2 | 0 | 0  | 5     |

| Équipes          | 1 | 2 | 3 | 4 | 5 | 6 | 7 | 8 | 9 | 10 | Total |
| ---------------- | - | - | - | - | - | - | - | - | - | -- | ----- |
| Canada (Martin)  | 2 | 0 | 1 | 0 | 1 | 1 | 0 | 1 | 0 | X  | 6     |
| Allemagne (Kapp) | 0 | 1 | 0 | 2 | 0 | 0 | 1 | 0 | 0 | X  | 4     |

| Équipes              | 1 | 2 | 3 | 4 | 5 | 6 | 7 | 8 | 9 | 10 | 11 | Total |
| -------------------- | - | - | - | - | - | - | - | - | - | -- | -- | ----- |
| Chine (Wang)         | 1 | 1 | 0 | 2 | 0 | 0 | 2 | 1 | 1 | 0  | 0  | 8     |
| États-Unis (Shuster) | 0 | 0 | 4 | 0 | 2 | 0 | 0 | 0 | 0 | 2  | 1  | 9     |

### Match 9
7 avril, 10:00
| Équipes          | 1 | 2 | 3 | 4 | 5 | 6 | 7 | 8 | 9 | 10 | Total |
| ---------------- | - | - | - | - | - | - | - | - | - | -- | ----- |
| Canada (Martin)  | 2 | 0 | 2 | 0 | 2 | 0 | 2 | X | X | X  | 8     |
| Suisse (Stöckli) | 0 | 1 | 0 | 1 | 0 | 1 | 0 | X | X | X  | 3     |

| Équipes          | 1 | 2 | 3 | 4 | 5 | 6 | 7 | 8 | 9 | 10 | Total |
| ---------------- | - | - | - | - | - | - | - | - | - | -- | ----- |
| Chine (Wang)     | 3 | 0 | 0 | 1 | 0 | 0 | 3 | 0 | 2 | X  | 9     |
| Écosse (Murdoch) | 0 | 1 | 2 | 0 | 0 | 2 | 0 | 2 | 0 | X  | 7     |

| Équipes              | 1 | 2 | 3 | 4 | 5 | 6 | 7 | 8 | 9 | 10 | Total |
| -------------------- | - | - | - | - | - | - | - | - | - | -- | ----- |
| Japon (Morozumi)     | 0 | 0 | 0 | 1 | 0 | 0 | X | X | X | X  | 1     |
| États-Unis (Shuster) | 2 | 1 | 2 | 0 | 0 | 4 | X | X | X | X  | 9     |

| Équipes          | 1 | 2 | 3 | 4 | 5 | 6 | 7 | 8 | 9 | 10 | Total |
| ---------------- | - | - | - | - | - | - | - | - | - | -- | ----- |
| France (Dufour)  | 0 | 0 | 2 | 0 | 0 | 1 | 0 | 2 | 0 | 0  | 5     |
| Allemagne (Kapp) | 0 | 0 | 0 | 2 | 0 | 0 | 2 | 0 | 2 | 1  | 7     |

### Match 10
7 avril, 15:00
| Équipes              | 1 | 2 | 3 | 4 | 5 | 6 | 7 | 8 | 9 | 10 | Total |
| -------------------- | - | - | - | - | - | - | - | - | - | -- | ----- |
| États-Unis (Shuster) | 1 | 0 | 0 | 0 | 1 | 0 | 2 | 0 | 2 | 0  | 6     |
| Danemark (Schmidt)   | 0 | 2 | 1 | 0 | 0 | 2 | 0 | 2 | 0 | 2  | 9     |

| Équipes              | 1 | 2 | 3 | 4 | 5 | 6 | 7 | 8 | 9 | 10 | Total |
| -------------------- | - | - | - | - | - | - | - | - | - | -- | ----- |
| Allemagne (Kapp)     | 0 | 2 | 3 | 1 | 0 | 1 | 1 | 0 | X | X  | 8     |
| Finlande (Kiiskinen) | 1 | 0 | 0 | 0 | 1 | 0 | 0 | 2 | X | X  | 4     |

| Équipes          | 1 | 2 | 3 | 4 | 5 | 6 | 7 | 8 | 9 | 10 | Total |
| ---------------- | - | - | - | - | - | - | - | - | - | -- | ----- |
| Suisse (Stöckli) | 1 | 0 | 0 | 1 | 0 | 0 | 0 | 0 | 0 | 1  | 3     |
| Norvège (Ulsrud) | 0 | 0 | 1 | 0 | 0 | 0 | 0 | 0 | 1 | 0  | 2     |

| Équipes           | 1 | 2 | 3 | 4 | 5 | 6 | 7 | 8 | 9 | 10 | Total |
| ----------------- | - | - | - | - | - | - | - | - | - | -- | ----- |
| Écosse (Murdoch)  | 0 | 2 | 0 | 1 | 0 | 0 | 0 | 0 | 1 | 0  | 4     |
| Tchéquie (Snítil) | 1 | 0 | 1 | 0 | 0 | 1 | 0 | 1 | 0 | 1  | 5     |

### Match 11
7 avril, 19:30
| Équipes              | 1 | 2 | 3 | 4 | 5 | 6 | 7 | 8 | 9 | 10 | Total |
| -------------------- | - | - | - | - | - | - | - | - | - | -- | ----- |
| Finlande (Kiiskinen) | 0 | 1 | 0 | 0 | 0 | 1 | X | X | X | X  | 2     |
| France (Dufour)      | 1 | 0 | 0 | 3 | 4 | 0 | X | X | X | X  | 8     |

| Équipes           | 1 | 2 | 3 | 4 | 5 | 6 | 7 | 8 | 9 | 10 | Total |
| ----------------- | - | - | - | - | - | - | - | - | - | -- | ----- |
| Tchéquie (Snítil) | 1 | 1 | 0 | 0 | 1 | 0 | 0 | X | X | X  | 3     |
| Chine (Wang)      | 0 | 0 | 1 | 4 | 0 | 1 | 3 | X | X | X  | 9     |

| Équipes            | 1 | 2 | 3 | 4 | 5 | 6 | 7 | 8 | 9 | 10 | Total |
| ------------------ | - | - | - | - | - | - | - | - | - | -- | ----- |
| Danemark (Schmidt) | 0 | 1 | 1 | 3 | 0 | 1 | 0 | 1 | 1 | X  | 8     |
| Japon (Morozumi)   | 0 | 0 | 0 | 0 | 3 | 0 | 1 | 0 | 0 | X  | 4     |

| Équipes          | 1 | 2 | 3 | 4 | 5 | 6 | 7 | 8 | 9 | 10 | Total |
| ---------------- | - | - | - | - | - | - | - | - | - | -- | ----- |
| Norvège (Ulsrud) | 0 | 1 | 0 | 1 | 0 | 0 | X | X | X | X  | 2     |
| Canada (Martin)  | 3 | 0 | 2 | 0 | 0 | 4 | X | X | X | X  | 9     |

### Match 12
8 avril, 10:00
| Équipes           | 1 | 2 | 3 | 4 | 5 | 6 | 7 | 8 | 9 | 10 | Total |
| ----------------- | - | - | - | - | - | - | - | - | - | -- | ----- |
| Tchéquie (Snítil) | 0 | 0 | 1 | 0 | 2 | 0 | X | X | X | X  | 3     |
| Japon (Morozumi)  | 2 | 1 | 0 | 2 | 0 | 4 | X | X | X | X  | 9     |

| Équipes          | 1 | 2 | 3 | 4 | 5 | 6 | 7 | 8 | 9 | 10 | Total |
| ---------------- | - | - | - | - | - | - | - | - | - | -- | ----- |
| Norvège (Ulsrud) | 3 | 0 | 4 | 0 | 3 | 0 | X | X | X | X  | 10    |
| France (Dufour)  | 0 | 1 | 0 | 2 | 0 | 1 | X | X | X | X  | 4     |

| Équipes              | 1 | 2 | 3 | 4 | 5 | 6 | 7 | 8 | 9 | 10 | Total |
| -------------------- | - | - | - | - | - | - | - | - | - | -- | ----- |
| Finlande (Kiiskinen) | 0 | 2 | 0 | 2 | 0 | 0 | X | X | X | X  | 4     |
| Canada (Martin)      | 4 | 0 | 3 | 0 | 4 | 1 | X | X | X | X  | 12    |

| Équipes            | 1 | 2 | 3 | 4 | 5 | 6 | 7 | 8 | 9 | 10 | 11 | Total |
| ------------------ | - | - | - | - | - | - | - | - | - | -- | -- | ----- |
| Danemark (Schmidt) | 0 | 1 | 0 | 0 | 0 | 2 | 0 | 1 | 0 | 2  | 0  | 6     |
| Chine (Wang)       | 1 | 0 | 2 | 0 | 1 | 0 | 0 | 0 | 2 | 0  | 1  | 7     |

### Match 13
8 avril, 15:00
| Équipes          | 1 | 2 | 3 | 4 | 5 | 6 | 7 | 8 | 9 | 10 | Total |
| ---------------- | - | - | - | - | - | - | - | - | - | -- | ----- |
| Chine (Wang)     | 1 | 0 | 1 | 0 | 1 | 0 | 1 | 0 | 2 | 0  | 6     |
| Allemagne (Kapp) | 0 | 1 | 0 | 1 | 0 | 2 | 0 | 3 | 0 | 1  | 8     |

| Équipes              | 1 | 2 | 3 | 4 | 5 | 6 | 7 | 8 | 9 | 10 | Total |
| -------------------- | - | - | - | - | - | - | - | - | - | -- | ----- |
| Canada (Martin)      | 0 | 2 | 0 | 4 | 0 | 2 | 0 | 0 | 1 | X  | 9     |
| États-Unis (Shuster) | 2 | 0 | 1 | 0 | 1 | 0 | 0 | 2 | 0 | X  | 6     |

| Équipes          | 1 | 2 | 3 | 4 | 5 | 6 | 7 | 8 | 9 | 10 | Total |
| ---------------- | - | - | - | - | - | - | - | - | - | -- | ----- |
| France (Dufour)  | 0 | 1 | 0 | 0 | 0 | 0 | 0 | X | X | X  | 1     |
| Écosse (Murdoch) | 2 | 0 | 0 | 4 | 0 | 0 | 3 | X | X | X  | 9     |

| Équipes          | 1 | 2 | 3 | 4 | 5 | 6 | 7 | 8 | 9 | 10 | Total |
| ---------------- | - | - | - | - | - | - | - | - | - | -- | ----- |
| Japon (Morozumi) | 0 | 0 | 1 | 1 | 0 | 0 | 1 | 1 | 0 | X  | 4     |
| Suisse (Stöckli) | 0 | 2 | 0 | 0 | 2 | 2 | 0 | 0 | 1 | X  | 7     |

### Match 14
8 avril, 19:30
| Équipes          | 1 | 2 | 3 | 4 | 5 | 6 | 7 | 8 | 9 | 10 | 11 | Total |
| ---------------- | - | - | - | - | - | - | - | - | - | -- | -- | ----- |
| Écosse (Murdoch) | 0 | 1 | 0 | 1 | 0 | 0 | 2 | 0 | 1 | 0  | 1  | 6     |
| Norvège (Ulsrud) | 1 | 0 | 1 | 0 | 0 | 0 | 0 | 2 | 0 | 1  | 0  | 5     |

| Équipes           | 1 | 2 | 3 | 4 | 5 | 6 | 7 | 8 | 9 | 10 | Total |
| ----------------- | - | - | - | - | - | - | - | - | - | -- | ----- |
| Suisse (Stöckli)  | 1 | 0 | 1 | 0 | 0 | 0 | 2 | 0 | 1 | X  | 5     |
| Tchéquie (Snítil) | 0 | 0 | 0 | 0 | 1 | 0 | 0 | 1 | 0 | X  | 2     |

| Équipes            | 1 | 2 | 3 | 4 | 5 | 6 | 7 | 8 | 9 | 10 | Total |
| ------------------ | - | - | - | - | - | - | - | - | - | -- | ----- |
| Allemagne (Kapp)   | 0 | 0 | 0 | 0 | 2 | 0 | 0 | 2 | 0 | 0  | 4     |
| Danemark (Schmidt) | 1 | 1 | 0 | 0 | 0 | 1 | 1 | 0 | 0 | 1  | 5     |

| Équipes              | 1 | 2 | 3 | 4 | 5 | 6 | 7 | 8 | 9 | 10 | Total |
| -------------------- | - | - | - | - | - | - | - | - | - | -- | ----- |
| États-Unis (Shuster) | 0 | 0 | 1 | 1 | 1 | 0 | 1 | 0 | 2 | 0  | 6     |
| Finlande (Kiiskinen) | 2 | 1 | 0 | 0 | 0 | 0 | 0 | 1 | 0 | 1  | 5     |

### Match 15
9 avril, 10:00
| Équipes            | 1 | 2 | 3 | 4 | 5 | 6 | 7 | 8 | 9 | 10 | Total |
| ------------------ | - | - | - | - | - | - | - | - | - | -- | ----- |
| Danemark (Schmidt) | 0 | 0 | 2 | 0 | 1 | 0 | 0 | 1 | 0 | X  | 4     |
| Canada (Martin)    | 4 | 1 | 0 | 1 | 0 | 2 | 0 | 0 | 2 | X  | 10    |

| Équipes              | 1 | 2 | 3 | 4 | 5 | 6 | 7 | 8 | 9 | 10 | Total |
| -------------------- | - | - | - | - | - | - | - | - | - | -- | ----- |
| Finlande (Kiiskinen) | 1 | 0 | 0 | 1 | 0 | 2 | 0 | 2 | 0 | 1  | 7     |
| Chine (Wang)         | 0 | 1 | 1 | 0 | 2 | 0 | 4 | 0 | 1 | 0  | 9     |

| Équipes          | 1 | 2 | 3 | 4 | 5 | 6 | 7 | 8 | 9 | 10 | Total |
| ---------------- | - | - | - | - | - | - | - | - | - | -- | ----- |
| Norvège (Ulsrud) | 0 | 1 | 0 | 0 | 2 | 0 | 2 | 3 | 1 | 2  | 11    |
| Japon (Morozumi) | 1 | 0 | 4 | 1 | 0 | 1 | 0 | 0 | 0 | 0  | 7     |

| Équipes           | 1 | 2 | 3 | 4 | 5 | 6 | 7 | 8 | 9 | 10 | Total |
| ----------------- | - | - | - | - | - | - | - | - | - | -- | ----- |
| Tchéquie (Snítil) | 0 | 1 | 0 | 2 | 1 | 0 | 1 | 0 | 1 | X  | 6     |
| France (Dufour)   | 0 | 0 | 1 | 0 | 0 | 1 | 0 | 0 | 0 | X  | 2     |

### Match 16
9 avril, 15:00
| Équipes              | 1 | 2 | 3 | 4 | 5 | 6 | 7 | 8 | 9 | 10 | Total |
| -------------------- | - | - | - | - | - | - | - | - | - | -- | ----- |
| Suisse (Stöckli)     | 2 | 1 | 2 | 0 | 3 | 0 | X | X | X | X  | 8     |
| Finlande (Kiiskinen) | 0 | 0 | 0 | 1 | 0 | 2 | X | X | X | X  | 3     |

| Équipes            | 1 | 2 | 3 | 4 | 5 | 6 | 7 | 8 | 9 | 10 | Total |
| ------------------ | - | - | - | - | - | - | - | - | - | -- | ----- |
| Écosse (Murdoch)   | 2 | 1 | 0 | 4 | 0 | 4 | X | X | X | X  | 11    |
| Danemark (Schmidt) | 0 | 0 | 2 | 0 | 1 | 0 | X | X | X | X  | 3     |

| Équipes              | 1 | 2 | 3 | 4 | 5 | 6 | 7 | 8 | 9 | 10 | Total |
| -------------------- | - | - | - | - | - | - | - | - | - | -- | ----- |
| États-Unis (Shuster) | 1 | 1 | 1 | 0 | 1 | 0 | 0 | 3 | 0 | 0  | 7     |
| Tchéquie (Snítil)    | 0 | 0 | 0 | 2 | 0 | 0 | 1 | 0 | 2 | 1  | 6     |

| Équipes          | 1 | 2 | 3 | 4 | 5 | 6 | 7 | 8 | 9 | 10 | Total |
| ---------------- | - | - | - | - | - | - | - | - | - | -- | ----- |
| Allemagne (Kapp) | 1 | 0 | 0 | 0 | 0 | 2 | 0 | 0 | 2 | 4  | 9     |
| Norvège (Ulsrud) | 0 | 0 | 0 | 0 | 2 | 0 | 0 | 1 | 0 | 0  | 3     |

### Match 17
9 avril, 19:30
| Équipes              | 1 | 2 | 3 | 4 | 5 | 6 | 7 | 8 | 9 | 10 | Total |
| -------------------- | - | - | - | - | - | - | - | - | - | -- | ----- |
| France (Dufour)      | 2 | 0 | 0 | 0 | 3 | 0 | 1 | 0 | 0 | 0  | 6     |
| États-Unis (Shuster) | 0 | 1 | 0 | 1 | 0 | 1 | 0 | 1 | 1 | 4  | 9     |

| Équipes          | 1 | 2 | 3 | 4 | 5 | 6 | 7 | 8 | 9 | 10 | Total |
| ---------------- | - | - | - | - | - | - | - | - | - | -- | ----- |
| Japon (Morozumi) | 1 | 0 | 1 | 0 | 1 | 0 | 0 | 0 | 0 | 0  | 3     |
| Allemagne (Kapp) | 0 | 2 | 0 | 1 | 0 | 0 | 0 | 1 | 0 | 1  | 5     |

| Équipes          | 1 | 2 | 3 | 4 | 5 | 6 | 7 | 8 | 9 | 10 | Total |
| ---------------- | - | - | - | - | - | - | - | - | - | -- | ----- |
| Chine (Wang)     | 0 | 0 | 1 | 0 | 1 | 0 | 0 | 2 | 0 | 0  | 4     |
| Suisse (Stöckli) | 1 | 0 | 0 | 1 | 0 | 1 | 1 | 0 | 0 | 1  | 5     |

| Équipes          | 1 | 2 | 3 | 4 | 5 | 6 | 7 | 8 | 9 | 10 | 11 | Total |
| ---------------- | - | - | - | - | - | - | - | - | - | -- | -- | ----- |
| Canada (Martin)  | 0 | 1 | 0 | 1 | 0 | 1 | 0 | 0 | 1 | 1  | 0  | 5     |
| Écosse (Murdoch) | 1 | 0 | 1 | 0 | 0 | 0 | 0 | 3 | 0 | 0  | 1  | 6     |

### Tie-break
10 avril, 15:00
| Équipes              | 1 | 2 | 3 | 4 | 5 | 6 | 7 | 8 | 9 | 10 | Total |
| -------------------- | - | - | - | - | - | - | - | - | - | -- | ----- |
| Norvège (Ulsrud)     | 2 | 1 | 0 | 2 | 2 | 0 | 3 | X | X | X  | 10    |
| États-Unis (Shuster) | 0 | 0 | 1 | 0 | 0 | 1 | 0 | X | X | X  | 2     |

| Équipes          | 1 | 2 | 3 | 4 | 5 | 6 | 7 | 8 | 9 | 10 | Total |
| ---------------- | - | - | - | - | - | - | - | - | - | -- | ----- |
| Allemagne (Kapp) | 2 | 0 | 1 | 0 | 0 | 2 | 0 | 1 | 1 | 0  | 7     |
| Suisse (Stöckli) | 0 | 1 | 0 | 3 | 0 | 0 | 3 | 0 | 0 | 1  | 8     |

### Playoffs
La phase finale se dispute entre les quatre meilleures équipes suivant un système Page modifié. Les playoffs opposent le 1er au 2e (playoff 1v2) et le 3e au 4e (playoff 3v4). Le vainqueur du playoff 1v2 accède directement à la finale pour le titre. Le vaincu affronte alors le vainqueur du playoff 3v4 dans une demi-finale unique délivrant le second billet pour la finale. Le vaincu de ce match affronte enfin le vaincu du playoff 1v2 pour la médaille de bronze.
|  | Playoff système Page | Playoff système Page | Playoff système Page |  |   | Demi-finale | Demi-finale | Demi-finale |   |        | Finale | Finale | Finale |
|  |                      |                      |                      |  |   |             |             |             |   |        |        |        |        |
|  |                      |                      |                      |  |   |             |             |             |   |        |        |        |        |
|  | 1                    | Canada               | 5                    |  |   |             |             |             |   |        |        |        |        |
|  | 2                    | Écosse               | 7                    |  |   |             |             |             |   |        | 2      | Écosse | 7      |
|  |                      |                      |                      |  | 1 | Canada      | 6           |             | 1 | Canada | 6      |        |        |
|  |                      |                      |                      |  | 3 | Suisse      | 5           |             |   |        |        |        |        |
|  | 3                    | Suisse               | 5                    |  |   |             |             |             |   |        |        |        |        |
|  | 4                    | Norvège              | 4                    |  |   |             |             |             |   |        |        |        |        |

|  | Médaille de Bronze |         |   |
|  |                    |         |   |
|  | 3                  | Suisse  | 4 |
|  | 4                  | Norvège | 6 |

#### Jeu1ercontre2e
10 avril 19:30
| Équipes          | 1 | 2 | 3 | 4 | 5 | 6 | 7 | 8 | 9 | 10 | Total |
| ---------------- | - | - | - | - | - | - | - | - | - | -- | ----- |
| Canada (Martin)  | 1 | 0 | 0 | 0 | 2 | 0 | 1 | 0 | 1 | 0  | 5     |
| Écosse (Murdoch) | 0 | 3 | 0 | 1 | 0 | 1 | 0 | 1 | 0 | 1  | 7     |

| Pourcentage joueurs | Pourcentage joueurs | Pourcentage joueurs | Pourcentage joueurs |
| Canada              | Canada              | Écosse              | Écosse              |
| ------------------- | ------------------- | ------------------- | ------------------- |
| Ben Hebert          | 96 %                | Euan Byers          | 98 %                |
| Marc Kennedy        | 81 %                | Peter Smith         | 66 %                |
| John Morris         | 79 %                | Ewan MacDonald      | 89 %                |
| Kevin Martin        | 72 %                | David Murdoch       | 80 %                |
| Total               | 82 %                | Total               | 83 %                |

#### Jeu3econtre4e
11 avril 10:00
| Équipes          | 1 | 2 | 3 | 4 | 5 | 6 | 7 | 8 | 9 | 10 | 11 | Total |
| ---------------- | - | - | - | - | - | - | - | - | - | -- | -- | ----- |
| Suisse (Stöckli) | 1 | 0 | 1 | 0 | 0 | 1 | 0 | 0 | 1 | 0  | 1  | 5     |
| Norvège (Ulsrud) | 0 | 1 | 0 | 1 | 0 | 0 | 0 | 1 | 0 | 1  | 0  | 4     |

| Pourcentage joueurs | Pourcentage joueurs | Pourcentage joueurs  | Pourcentage joueurs |
| Suisse              | Suisse              | Norvège              | Norvège             |
| ------------------- | ------------------- | -------------------- | ------------------- |
| Simon Strübin       | 91 %                | Håvard Vad Petersson | 86 %                |
| Markus Eggler       | 85 %                | Christoffer Svae     | 92 %                |
| Jan Hauser          | 82 %                | Torger Nergård       | 84 %                |
| Ralph Stöckli       | 78 %                | Thomas Ulsrud        | 72 %                |
| Total               | 84 %                | Total                | 84 %                |

#### Demi-finale
11 avril  16:00
| Équipes          | 1 | 2 | 3 | 4 | 5 | 6 | 7 | 8 | 9 | 10 | Total |
| ---------------- | - | - | - | - | - | - | - | - | - | -- | ----- |
| Suisse (Stöckli) | 0 | 0 | 1 | 0 | 0 | 0 | 0 | 2 | 1 | 1  | 5     |
| Canada (Martin)  | 1 | 1 | 0 | 0 | 0 | 3 | 1 | 0 | 0 | 0  | 6     |

| Pourcentage joueurs | Pourcentage joueurs | Pourcentage joueurs | Pourcentage joueurs |
| Suisse              | Suisse              | Canada              | Canada              |
| ------------------- | ------------------- | ------------------- | ------------------- |
| Simon Strübin       | 90 %                | Ben Hebert          | 97 %                |
| Markus Eggler       | 84 %                | Marc Kennedy        | 95 %                |
| Jan Hauser          | 90 %                | John Morris         | 88 %                |
| Ralph Stöckli       | 85 %                | Kevin Martin        | 90 %                |
| Total               | 87 %                | Total               | 93 %                |

#### Jeu pour la médaille de bronze
12 avril 13:00
| Équipes          | 1 | 2 | 3 | 4 | 5 | 6 | 7 | 8 | 9 | 10 | Total |
| ---------------- | - | - | - | - | - | - | - | - | - | -- | ----- |
| Suisse (Stöckli) | 1 | 0 | 0 | 1 | 0 | 0 | 2 | 0 | 0 | X  | 4     |
| Norvège (Ulsrud) | 0 | 1 | 1 | 0 | 1 | 0 | 0 | 2 | 1 | X  | 6     |

| Pourcentage joueurs | Pourcentage joueurs | Pourcentage joueurs  | Pourcentage joueurs |
| Suisse              | Suisse              | Norvège              | Norvège             |
| ------------------- | ------------------- | -------------------- | ------------------- |
| Simon Strübin       | 89 %                | Håvard Vad Petersson | 80 %                |
| Markus Eggler       | 88 %                | Christoffer Svae     | 90 %                |
| Jan Hauser          | 70 %                | Torger Nergård       | 85 %                |
| Ralph Stöckli       | 63 %                | Thomas Ulsrud        | 84 %                |
| Total               | 78 %                | Total                | 85 %                |

#### Finale
12 avril 19:30
| Équipes          | 1 | 2 | 3 | 4 | 5 | 6 | 7 | 8 | 9 | 10 | Total |
| ---------------- | - | - | - | - | - | - | - | - | - | -- | ----- |
| Écosse (Murdoch) | 2 | 0 | 1 | 0 | 0 | 1 | 0 | 0 | 2 | 1  | 7     |
| Canada (Martin)  | 0 | 2 | 0 | 2 | 0 | 0 | 1 | 1 | 0 | 0  | 6     |

| Pourcentage joueurs | Pourcentage joueurs | Pourcentage joueurs | Pourcentage joueurs |
| Écosse              | Écosse              | Canada              | Canada              |
| ------------------- | ------------------- | ------------------- | ------------------- |
| Euan Byers          | 90 %                | Ben Hebert          | 91 %                |
| Peter Smith         | 73 %                | Marc Kennedy        | 94 %                |
| Ewan MacDonald      | 88 %                | John Morris         | 85 %                |
| David Murdoch       | 91 %                | Kevin Martin        | 89 %                |
| Total               | 85 %                | Total               | 90 %                |

## Pourcentage joueurs Round-robin
| Leads                | %  | Seconds          | %  | Thirds             | %  | Skips         | %  |
| Ben Hebert           | 89 | Marc Kennedy     | 90 | Ewan MacDonald     | 88 | Kevin Martin  | 88 |
| Håvard Vad Petersson | 88 | Peter Smith      | 85 | John Morris        | 87 | David Murdoch | 80 |
| Andreas Kempf        | 88 | Bo Jensen        | 83 | Torger Nergård     | 81 | Liu Rui       | 79 |
| Kosuke Morozumi      | 86 | Christoffer Svae | 83 | Wang Fengchun      | 81 | Andy Kapp     | 78 |
| Simon Strübin        | 84 | Xu Xiaoming      | 81 | Tsuyoshi Yamaguchi | 79 | Ralph Stöckli | 78 |
| Zang Jialang         | 84 | Holger Höhne     | 81 |                    |    |               |    |

| Champion du monde de curling 2009 |
| --------------------------------- |
| Écosse 5e titre                   |